# Dmitrij Levitskij

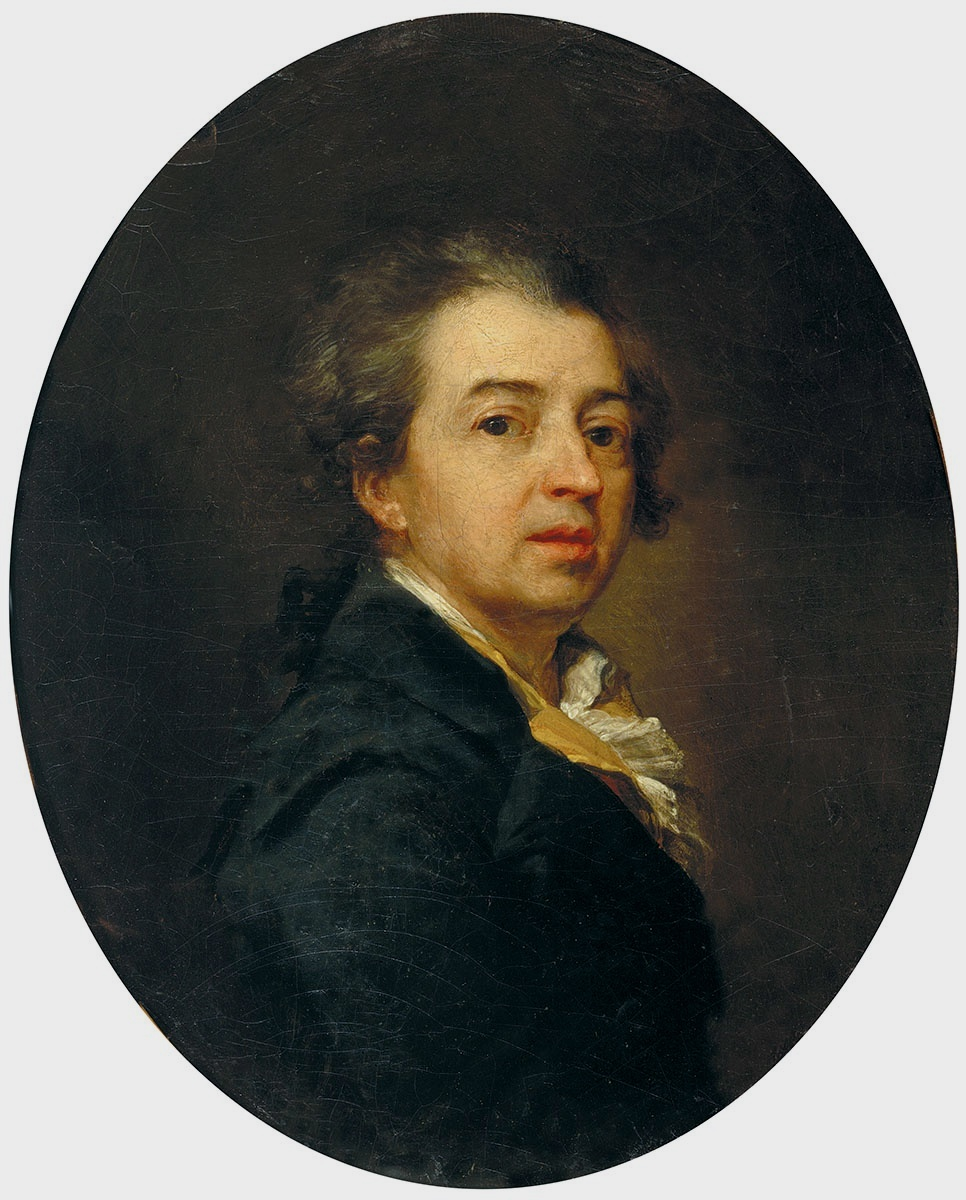
Dmitrij Levitskij, självporträtt (1783)

Dmitrij Grigorjevitj Levitskij (ryska: Дмитрий Григорьевич Левицкий), född 1735 i Kiev, död 16 april (gamla stilen: 4 april) 1822 i Sankt Petersburg, var en ukrainsk-rysk målare.
Levitskij fick sin första undervisning i ritning av sin far, en ukrainsk präst, studerade sedan vid den nyanlagda konstakademien i Sankt Petersburg under ledning av Giuseppe Valeriani och Louis-Jean-François Lagrenée och blev medlem därav 1769. Han anses som en av de bästa porträttmålarna under Katarina II:s tid; särskilt hans porträtt av den lagstiftande kejsarinnan i kroppsstorlek samt ett barnporträtt av Alexander I är mycket bemärkta.